# NGC 528

NGC 528

NGC 528 هي مجرة تتبع كوكبة المرأة المسلسلة. اكتشفها هاينريش لويس دريست في 22 أغسطس 1865.

## روابط خارجية
- NGC 528 على موقع ويكي سكاي: DSS2, SDSS, GALEX, IRAS, Hydrogen α, X-Ray, Astrophoto, Sky Map, Articles and images